# Quiina lanceolata
Quiina lanceolata là một loài thực vật có hoa trong họ Ochnaceae. Loài này được Dusén ex Ducke miêu tả khoa học đầu tiên năm 1930.